# Alexander Löhr

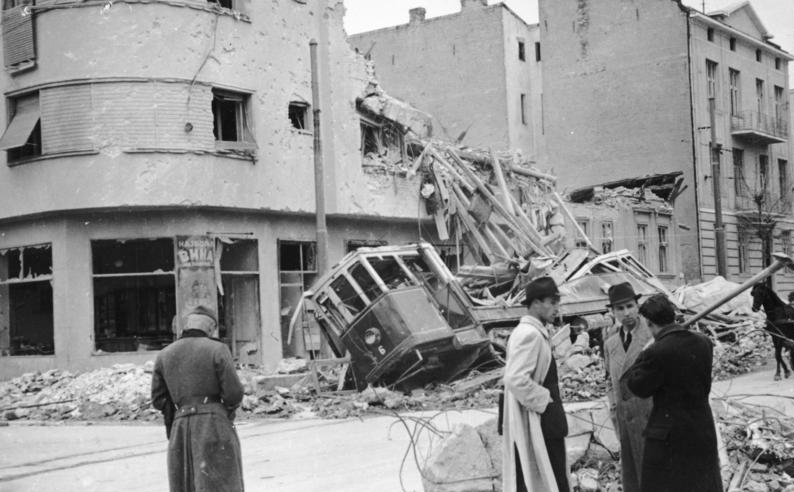
Belgrad zniszczony w terrorystycznym bombardowaniu Luftwaffe na rozkaz Alexandra Löhra

Alexander Löhr (ur. 20 maja 1885 w Turnu-Severin, stracony 26 lutego 1947 w Belgradzie) – niemiecki wojskowy, oficer lotnictwa Austro-Węgier, Austrii i Rzeszy Niemieckiej, generał pułkownik.

## Życiorys
Pochodził z mieszanego małżeństwa, ojciec był Niemcem, matka Ukrainką wyznania prawosławnego, stąd też przezywano go Sasza. Doskonale władał kilkoma językami: niemieckim, rosyjskim, serbsko-chorwackim, rumuńskim i węgierskim, co wykorzystał jako dowódca wojskowy na Bałkanach w czasie II wojny światowej. 
Od 1905 roku służył w c. i k. Armii. Na stopień podporucznika został mianowany ze starszeństwem od 1 listopada 1905. Został wcielony do Węgierskiego Pułku Piechoty Nr 85 w Lewoczy. Od 1913 roku był członkiem sztabu generalnego. W latach 1918–1934 współorganizował Siły Powietrzne Austrii. Lotnictwo austriackie rozwijał potajemnie, łamiąc w ten sposób ustalenia traktatu wersalskiego kończącego I wojnę światową.
Był gorliwym nazistą. Jako generał major był jednym z głównych powierników Adolfa Hitlera w czasie Anschlussu Austrii. Po zajęciu Austrii przez III Rzeszę w latach 1938–1939 był dowódcą Luftwaffe na terenach tzw. Ostmarku.
W czasie kampanii wrześniowej dowodził 4 Flotą Powietrzną, która 25 września 1939 roku dokonała dywanowego nalotu na oblężoną Warszawę, zgodnie z opracowaną przez Löhra koncepcją, by bombowce kierować na centra administracyjne wroga. W 11-godzinnym nalocie zginęło 10 000 ludzi. 4 Flotą Powietrzną dowodził do 1 lipca 1942 roku.
6 i 7 kwietnia 1941 4 Flota Powietrzna Luftwaffe pod dowództwem gen. Löhra dokonała zmasowanych nalotów na Belgrad, w których zginęło – wg różnych danych – od 2 000 do 10 000 osób. Atak nastąpił z zaskoczenia i miał na celu zdezorganizowanie obrony, złamanie oporu i sterroryzowanie ludności cywilnej.
Od 1 stycznia 1943 do maja 1945 dowodził Grupą Armii E, która była odpowiedzialna za mordowanie włoskich żołnierzy po kapitulacji tego kraju oraz greckich i jugosłowiańskich cywilów, zabijanych w odwecie za działania partyzantów. Wojska Löhra są także odpowiedzialne za deportacje ok. 50 tys. greckich Żydów do obozów zagłady.
Wzięty do niewoli przez oddziały angielskie w Austrii w maju 1945, został przekazany i uwięziony w Jugosławii, gdzie przeprowadzono proces (5–16 lutego 1947), w trakcie którego uznano go winnym zbrodni wojennych i skazano na śmierć przez rozstrzelanie. Wyrok wykonano 26 lutego 1947 roku w Belgradzie.
Poświęcone mu tablice pamiątkowe znajdują się na murach wojskowego kościoła św. Krzyża i kościoła wojskowego św. Jana Nepomucena w Wiedniu oraz w krypcie bohaterów pod pałacem cesarskim.